# Université d'État pédagogique de Vologda
L'Université d'État pédagogique de Vologda (Вологодский государственный педагогический университет) est l'une des universités de la ville de Vologda dans l'oblast de Vologda en Russie. C'est l'université la plus importante du nord-ouest du pays. Elle est issue de la fusion de l'École normale d'enseignement (1912) et de l'Institut pédagogique (1918). Elle comprend 7 300 étudiants dans une dizaine de facultés et 41 chaires.

## Facultés
Elle est composée des facultés suivantes :
- Faculté de mathématiques et de physique
- Faculté d'informatique
- Faculté de pédagogie sociale et de psychologie
- Faculté de langues étrangères : elle prépare à trois spécialités, philologie, diplôme d'enseignement de deux langues étrangères (théorie et méthodologie de l'enseignement de langues et de cultures étrangères), diplôme de linguiste de deux langues étrangères (culturologie). Les départements de la faculté sont les suivants : anglais et allemand; allemand et anglais; français et anglais; culturologie. Il existe cinq chaires : philologie anglaise, langue anglaise, langue allemande, langue française, théorie et histoire de la culture, ethnologie.
- Faculté d'Histoire
- Faculté de sciences naturelles et de géographie
- Faculté de philologie
- Faculté pédagogique de musique
- Faculté de Droit
- Faculté de culture physique
- Faculté de pédagogie et d'enseignement élémentaire

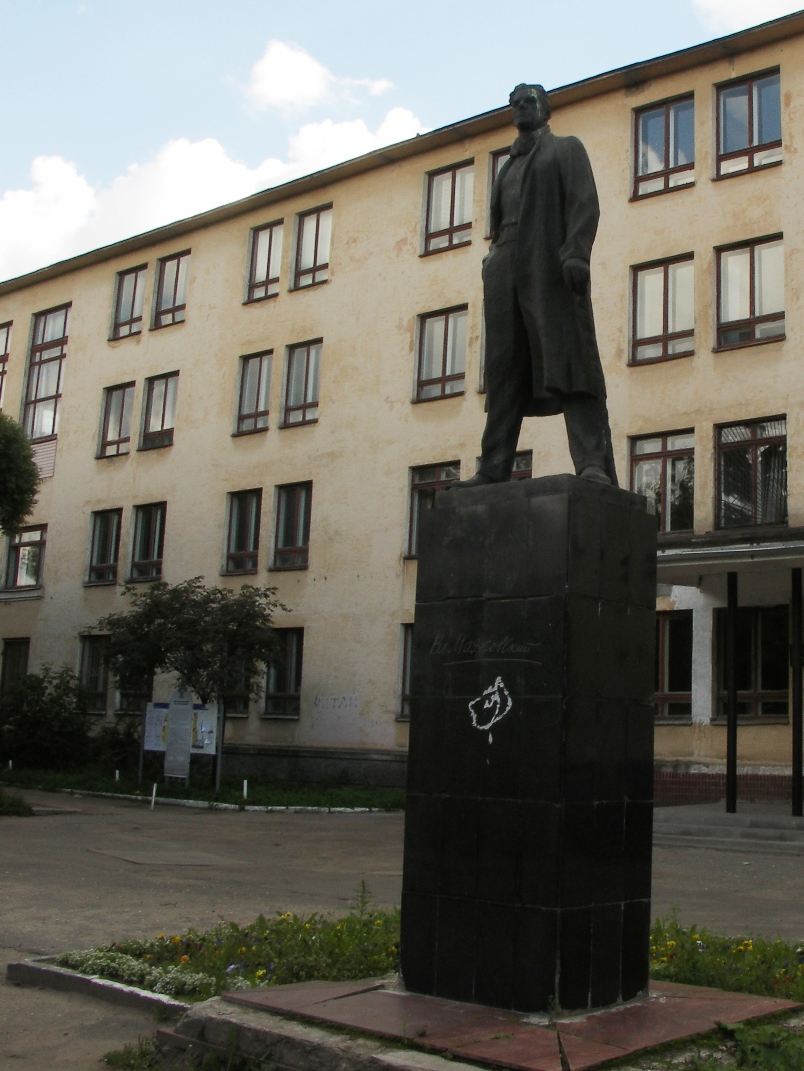
Statue de Maïakovski devant le bâtiment III.
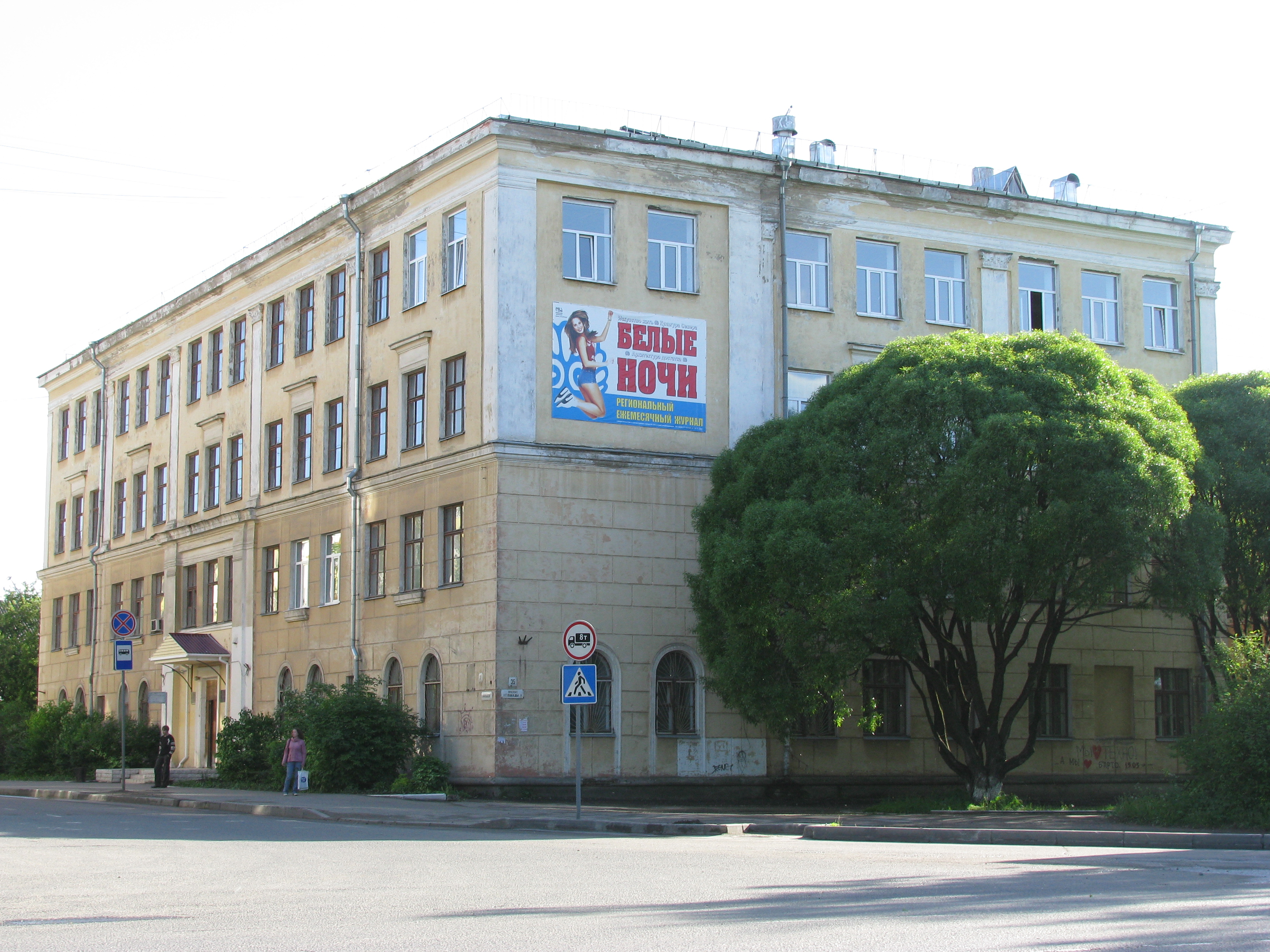
Bâtiment de la faculté des langues étrangères, 35 perspective de la Victoire.